# Bécherel
Pour l’article ayant un titre homophone, voir Bescherelle.
Bécherel est une commune française située dans le département d'Ille-et-Vilaine en région Bretagne.
Labellisée Petite Cité de caractère, la vieille ville a conservé un bel ensemble de maisons anciennes des XVIe, XVIIe et XVIIIe siècles, puis est devenue une cité du livre à la fin du XXe siècle.

## Géographie

### Localisation
Bécherel est un petit bourg breton du pays Gallo situé entre Rennes et Dinan et qui domine la vallée de la Rance.
Le sentier de grande randonnée GR 37 y passe.
La commune se trouve dans l'aire urbaine de Rennes ainsi que dans sa zone d'emploi, et dans le bassin de vie de Tinténiac.

### Communes limitrophes
Les communes limitrophes sont Longaulnay et Miniac-sous-Bécherel.
| Longaulnay | Longaulnay           | Miniac-sous-Bécherel |
| Longaulnay | Bécherel             | Miniac-sous-Bécherel |
| Longaulnay | Miniac-sous-Bécherel | Miniac-sous-Bécherel |

### Géologie et relief
La superficie de la commune est de 0,57 km2, ce qui fait d'elle la commune d'Ille-et-Vilaine la moins étendue[réf. nécessaire] ; son altitude varie de 113  à   177 mètres.

Carte géologique du Massif armoricain, avec au nord-est le batholite mancellien et ses nombreux plutons de granite cadomien (Lanhélin, Bécherel, Louvigné, Vire, Avranches…). Ce batholite dessine une ellipse de 150 km (d'Alençon à la Rance) sur 90 km (de Vitré à Vire). Par souci de clarté, toutes les auréoles de métamorphisme ne sont pas représentées.

Géomorphologiquement, Bécherel est localisée dans le domaine nord armoricain (domaine qui se suit depuis le Trégor jusqu'au Cotentin et se poursuit sous le bassin de Paris), dans la partie orientale du Massif armoricain qui est le résultat de trois chaînes de montagne successives. Le site géologique de Bécherel se situe plus précisément sur un massif granitique cadomien, pluton limité au sud et au nord par un bassin sédimentaire essentiellement briovérien. Ce massif de Hédé-Bécherel fait partie d'un ensemble plus vaste, le batholite mancellien,, qui est le témoin le plus occidental des plutons mancelliens et flanque au Nord le synclinorium paléozoïque du Ménez—Bélair (partie centrale d'une unité plus vaste, le synclinorium médian armoricain). Le territoire bécherellais est ainsi constitué d'un plateau de 130 mètres d'altitude moyenne, correspondant au massif granitique occidental (allongé est-ouest, de 30 km de long et 2 à 3 km de large) qui représente un des apex affleurants du batholite mancellien, et au Nord et au Sud, d'un plateau de 50 mètres d'altitude moyenne, correspondant à ce bassin sédimentaire.
L'histoire géologique de la région est marquée par la chaîne dite « cadomienne » (du nom latin de Caen, Cadomus) vieille d'environ 600 millions d'années. À la fin du Précambrien supérieur, les métasédiments briovériens environnants (grès, schistes, micaschistes) sont fortement déformés, plissés et métamorphisés par le cycle cadomien. Cette chaîne montagneuse, qui devait culminer à environ 4 000 m, donne naissance à des massifs granitiques (batholite côtier nord-trégorrois, granite de Saint-Brieuc, immense batholite mancellien formé de nombreux plutons granitiques) produits par le surépaississement crustal. Ces intrusions vers 540 millions d'années, de magmas granitiques issus du vaste batholite mancellien, développent un métamorphisme de contact : le refroidissement des masses granitiques à des températures de l'ordre de 700 °C et à des profondeurs de l'ordre de 4 km dans l'écorce terrestre, font que les schistes briovériens, tendres et friables, sont transformés par « cuisson », variable selon la distance du massif granitique : intense et forte à proximité, cette cuisson donne les cornéennes, roches dures et compactes ; moindre et atténuée à quelques kilomètres du massif, elle donne des schistes tachetés (d'où une double auréole de cornéennes et de schistes tachetés dans le bassin sédimentaire). Ce thermométamorphisme développé par l'intrusion du granite a ainsi provoqué la cristallisation de minéraux nouveaux (biotite, andalousite), soulignant l'ancien litage sédimentaire. Ces deux roches magmatique (granite) et métamorphique (cornéenne, schiste tacheté) affleurent à la suite de longs processus d'érosion qui ont aplani les reliefs anciens,. Le vaste développement des roches thermométamorphiques montre que ce granite présente un « toit » plus ou moins parallèle à la surface topographique actuelle. Il est d'ailleurs probable que le massif de Bécherel et de Dingé se relient en profondeur à celui de Lanhélin.

L'arénisation de ce granite a vraisemblablement débuté au Pliocène, sous l'action de climats tempérés chauds et humides, et se poursuit encore actuellement mais sous forme atténuée. L'altération a également transformé les roches métasédimentaires en formations argilo-sableuses. Enfin, au Plio-quaternaire, les roches du substratum sont localement recouvertes par des dépôts récents issus de l'action du vent (lœss), de mouvements et transports sur les versants (colluvions), et des cours d'eau (alluvions).
Pétrographiquement, le granite de Bécherel représente une granodiorite quartzique à texture grenue, au grain moyen (minéraux de quartz, feldspath et mica noir de 2 à 3 millimètres), avec biotite, cordiérite altérée (en pinite) et un peu de pyrite disséminée ; le géologue y observe une fréquence de petites enclaves schisteuses du Briovérien métamorphique, ainsi que d'enclaves quartzeuses. Le cisaillement nord-armoricain affecte le granite de puissants filons quartzeux, en sus de la cataclase ou de la bréchification. La région est traversée par un champ filonien de dolérites dont « l'altération donne un aspect de pain d'épice à la roche ; le cœur de certaines « boules résiduelles » est peu altéré et la dolérite apparaît alors avec sa teinte vert-bleuté ».
Économiquement, l'exploitation des roches locales a donné lieu à l'existence de nombreuses carrières (granite non comme roche ornementale mais pour moellons et pour granulat provenant de l'arènes, filons quartzeux et cornéennes principalement pour l'empierrement). « Les aptitudes architectoniques médiocres du granite de Bécherel (teinte brunâtre peu agréable due à la météorisation, cataclase, fréquence des enclaves…) ont conduit souvent les bâtisseurs d'églises à faire appel, en sus, à d'autres roches, plus ou moins lointaines mais de meilleure qualité. C'est ainsi qu'ont été recherchés les granites du massif de Dingé (à nuance bleutée) et ceux du massif hercynien de Dinan (Le Hinglé, à grain moyen, très légèrement bleuâtre ; Brusvily, aux longs feldspaths blanchâtres ; Languédias, à grain fin, blanc-gris clair) ».
Touristiquement, les principaux aspects de la géologie du Nord de Rennes peuvent être abordés au cours de promenades géologiques qui permettent d'observer sur un espace réduit du territoire bécherellais, des roches d'âge et de nature différents, témoins de phénomènes géologiques d'ampleur (magmatisme, tectogenèse, métamorphisme, érosion…).

### Hydrographie
Pour un article plus général, voir Réseau hydrographique d'Ille-et-Vilaine.
La commune est située dans le bassin Loire-Bretagne. Elle est drainée par le Romoulin,.

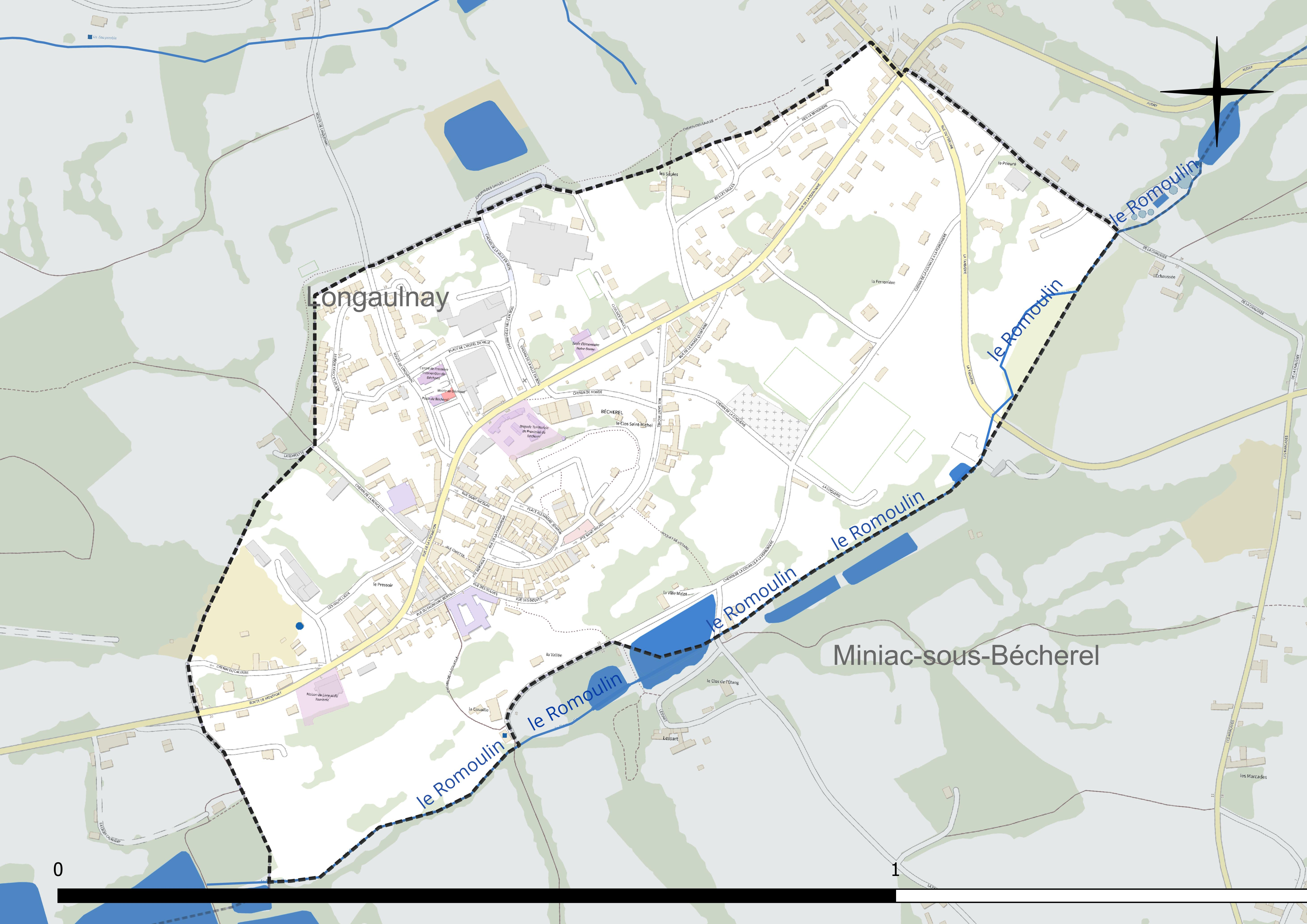
Réseau hydrographique de Bécherel.

### Climat
Pour des articles plus généraux, voir Climat de la Bretagne et Climat d'Ille-et-Vilaine.
En 2010, le climat de la commune est de type climat océanique franc, selon une étude du CNRS s'appuyant sur une série de données couvrant la période 1971-2000. En 2020, Météo-France publie une typologie des climats de la France métropolitaine dans laquelle la commune est exposée à un climat océanique et est dans la région climatique Bretagne orientale et méridionale, Pays nantais, Vendée, caractérisée par une faible pluviométrie en été et une bonne insolation. Parallèlement l'observatoire de l'environnement en Bretagne publie en 2020 un zonage climatique de la région Bretagne, s'appuyant sur des données de Météo-France de 2009. La commune est, selon ce zonage, dans la zone « Intérieur Est », avec des hivers frais, des étés chauds et des pluies modérées.
Pour la période 1971-2000, la température annuelle moyenne est de 10,9 °C, avec une amplitude thermique annuelle de 12,3 °C. Le cumul annuel moyen de précipitations est de 806 mm, avec 12,5 jours de précipitations en janvier et 7,5 jours en juillet. Pour la période 1991-2020, la température moyenne annuelle observée sur la station météorologique la plus proche, située sur la commune du Quiou à 8 km à vol d'oiseau, est de 11,6 °C et le cumul annuel moyen de précipitations est de 757,4 mm,. Pour l'avenir, les paramètres climatiques de la commune estimés pour 2050 selon différents scénarios d'émission de gaz à effet de serre sont consultables sur un site dédié publié par Météo-France en novembre 2022.

### Paysages
Le village de Bécherel est situé au sein des collines de Bécherel, à la limite entre les bassins versants de la Rance et du Meu. Ces collines forment en fait un plateau, dont le nord est marqué par une crête étroite qui dessine de petites collines. Le village occupe la plus haute de ces collines ; le point culminant est occupé par le Parc du château de Caradeuc, qui forme un belvédère au-dessus des vallons de Saint-Thual. Bécherel, comme les autres bourgs de ce terroir, est construit à flanc de la colline qu'elle occupe presque entièrement. Plus bas, on trouve un habitat de fermes isolées, alternant avec des cultures céréalières parfois entourées de bocage.
L'habitat pavillonnaire tend à s'étendre autour du bourg, les parcelles agricoles à s'étendre et le bocage à disparaître. L'urbanisation modérée devient un élément prégnant du paysage.

## Urbanisme

### Typologie
Au 1er janvier 2024, Bécherel est catégorisée bourg rural, selon la nouvelle grille communale de densité à sept niveaux définie par l'Insee en 2022.
Elle est située hors unité urbaine.
Par ailleurs la commune fait partie de l'aire d'attraction de Rennes, dont elle est une commune de la couronne,. Cette aire, qui regroupe 183 communes, est catégorisée dans les aires de 700 000 habitants ou plus (hors Paris),.

### Occupation des sols

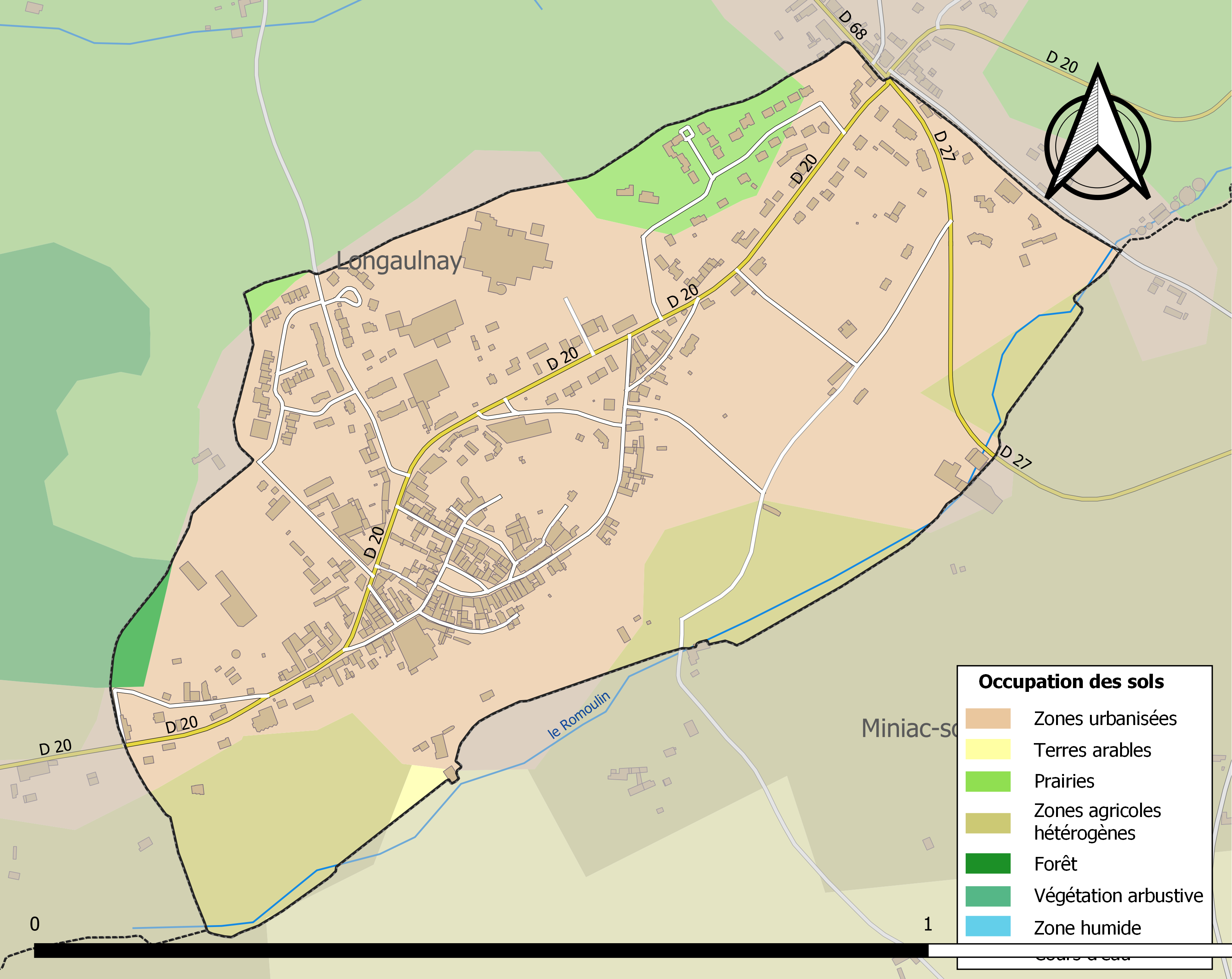
Carte des infrastructures et de l'occupation des sols de la commune en 2018 (CLC).

L'occupation des sols de la commune, telle qu'elle ressort de la base de données européenne d'occupation biophysique des sols Corine Land Cover (CLC), est marquée par l'importance des territoires artificialisés (78,6 % en 2018), une proportion identique à celle de 1990 (78,6 %).
La répartition détaillée en 2018 est la suivante : zones urbanisées (78,6 %), zones agricoles hétérogènes (17 %), prairies (3 %), terres arables (1,1 %), forêts (0,3 %).
L'évolution de l'occupation des sols de la commune et de ses infrastructures peut être observée sur les différentes représentations cartographiques du territoire : la carte de Cassini (XVIIIe siècle), la carte d'état-major (1820-1866) et les cartes ou photos aériennes de l'IGN pour la période actuelle (1950 à aujourd'hui).

### Morphologie urbaine
Bâtie sur une colline à 176 m d'altitude, elle est une ancienne place forte dont quelques vestiges subsistent. Des rues aux vieilles maisons en granit rappellent le passé de la cité : on y cultivait le lin et y filait le plus beau fil de Bretagne. Du jardin du Thabor la vue s'étend vers Dol-de-Bretagne, Dinan et Combourg

### Habitat et logement
En 2021, le nombre total de logements dans la commune était de 383, alors qu'il était de 376 en 2016 et de 360 en 2011.
Parmi ces logements, 82,5 % étaient des résidences principales, 5,5 % des résidences secondaires et 12 % des logements vacants. Ces logements étaient pour 71,3 % d'entre eux des maisons individuelles et pour 28,7 % des appartements.
Le tableau ci-dessous présente la typologie des logements à Bécherel en 2021 en comparaison avec celle d'Ille-et-Vilaine et de la France entière. Une caractéristique marquante du parc de logements est ainsi la faible proportion des résidences secondaires et logements occasionnels (5,5 %) par rapport au département (7,2 %) et à la France entière (9,7 %).
| Typologie                                               | Bécherel | Ille-et-Vilaine | France entière |
| ------------------------------------------------------- | -------- | --------------- | -------------- |
| Résidences principales (en %)                           | 82,5     | 86,4            | 82,2           |
| Résidences secondaires et logements occasionnels (en %) | 5,5      | 7,2             | 9,7            |
| Logements vacants (en %)                                | 12       | 6,4             | 8,1            |

### Transport
Le bourg est traversé du sud-ouest au nord-est par la RD 20, qui la relie à La Baussaine et Tinténiac. Cette route se croise en bordure nord-est de la commune avec la RD 27 et la D 68, qui conduisent vers le sud-est à La Chapelle-Chaussée et vers le nord-ouest vers Longaulnay, et, plus loin via la RD 2, vers Évran et Dinan.
Depuis le 1er janvier 2014, à la suite de son entrée dans Rennes Métropole, la commune est desservie par le réseau STAR par la ligne 82 : Miniac-sous-Bécherel ↔ Bécherel ↔ La Chapelle-Chaussée ↔ Langan ↔ Romillé ↔ Rennes (Villejean - Université), ainsi que la ligne 7 du réseau régional BreizhGo qui effectue uniquement les montées et descentes de voyageurs depuis et vers Dinan/Dinard.

## Toponymie
Attestations anciennes : Becherel en 1150 ; Becherel en 1281 ; Becherello en 1371.
Le nom de la localité est attesté sous sa forme actuelle dès 1150.
Il existe de nombreux hameaux un peu partout au nord de la France, du type Bécherelle, Bécheret (Ain, Saint-Trivier ; Eure-et-Loir, Bécherel en 1670 ; Marne, Conflans, de Bécherele vers 1146, etc.), Béchereau, Becquerel(le) (forme normanno-picarde). Ce type toponymique, étant donné sa répartition, n'est pas un dérivé du vieux norrois bekkr « ruisseau » et cela, contrairement à ce qu'affirme un historien,. Il a été bien étudié par les toponymistes depuis Auguste Vincent et son emploi en toponymie n'est pas attesté avant le XIIe siècle. Il s'agit soit d'un dérivé, double suffixation -er-el, de bec au sens français du terme avec une valeur topographique, qui a pu aussi servir à désigner des moulins ou encore du nom de personne fréquent Bécherel, dérivé de Bec(q) également patronyme, et qui signifie « celui qui a la parole facile, allant jusqu'à la médisance » (cf. la phrase de Villon « il n'est de bon bec que de Paris ») et dont l'emploi comme nom de lieu de manière absolue correspond à une pratique généralisée en toponymie. Ernest Nègre suggère un emploi direct de l'oïl *becherel « bavard », d'après becquerelle, forme féminine, il attribue directement cet adjectif à un surnom de moulin.

## Histoire

### Moyen Âge
La région de Bécherel formait au haut Moyen Âge le pagus Orcheus, un pays historique qui était un pagus, c'est-à-dire une subdivision administrative de la Domnonée.
En 1124, Alain de Dinan reçoit en partage la terre de Bécherel et y fait élever, dominant la vallée, un château en pierre autour duquel se développe la cité. En 1168, Henri II Plantagenêt, roi d'Angleterre, s'empare de la ville et la fait fortifier.
Le village de Bécherel abritait autrefois un prieuré bénédictin, dépendant de l'abbaye de Marmoutiers et fondé par Rolland de Dinan en 1164.
Sa situation stratégique, en haut d'un promontoire rocheux qui permet de surveiller jusque vers Dinan au nord, en fait l'objet des convoitises pendant les guerres du Moyen Âge. Elle est assiégée quatre fois entre le XIe et le XVe siècles, notamment pendant la guerre de Succession de Bretagne : les Anglais, alliés de Jean de Monfort, l'occupent.
En avril 1353, Arnoul d'Audrehem effectue une chevauchée jusqu'à ses abords puis se replie à Combourg. La garnison de Bécherel le suit discrètement, puis envahit subitement et par  surprise la ville alors que les troupes françaises se reposent. Plusieurs de ces derniers sont tués, mais la plupart sont faits prisonniers. Arnoul parvient à fuir, et quelques jours plus tard il est de retour à Combourg. La garnison de Bécherel l'apprend et s'avance vers cette ville, espérant renouveler le haut fait d'armes précédent, mais tombe dans une embuscade tendue par Bertrand du Guesclin, qui voit rapidement ses forces renforcées de celles d'Arnoul. Nombre d'Anglais sont tués, leur capitaine, Hugues de Calverly, est fait prisonnier. Du Guesclin est adoubé sur ce champ de bataille.
En 1363, Charles de Blois et du Guesclin  l'assiègent, mais Jean de Montfort rassemble des troupes et vient les contre-assiéger. Les deux parties décident de régler leur différend sur les landes d'Évran, mais des évêques interviennent et un partage de la Bretagne est décidé entre les Monfort et les Blois.
En avril 1371, Olivier V de Clisson met à nouveau le siège devant la ville toujours occupée par les Anglais. Il est rejoint en août par Du Guesclin. En 1373, le château fort est encore assiégé par les Français, qui l'occupent en 1374.

### Temps modernes
En 1419, Anne de Laval, baronne de Bécherel, fait restaurer les fortifications de la ville, mais au XVIe siècle la place tombe en ruine. Entre le XVIe et le XVIIIe siècle, grâce à la culture et au tissage du lin et du chanvre, la cité est prospère. Le blocus continental imposé par Napoléon et la concurrence du coton vont cependant mener au déclin de ces cultures.

### Révolution française et Empire
La population de la commune est favorable aux changements apportés par la Révolution française, surtout après la fin de la Terreur. À partir de 1795 la principale fête révolutionnaire est celle célébrant l'anniversaire de l'exécution de Louis XVI, accompagnée d'un serment de haine à la royauté et à l'anarchie.

### Époque contemporaine
Au XIXe siècle, la création d'une tannerie, d'une galocherie et d'une usine de fabrication de machines agricoles relance l'économie locale.
En 1833 une école mutuelle, sous la direction d'un instituteur qui est issu de l'École normale de Rennes, ouvre à Bécherel.

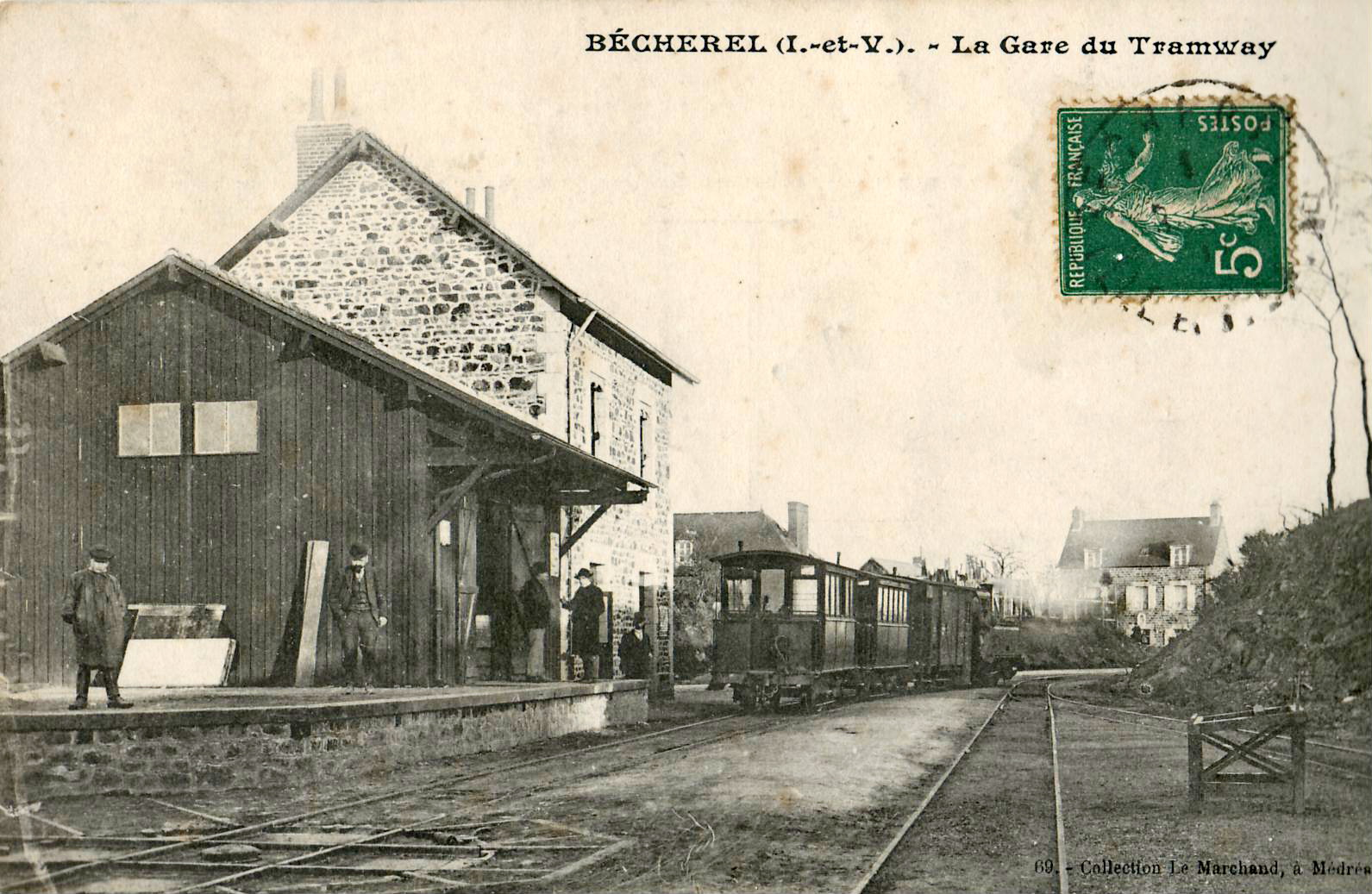
La gare, au tout début du XXe siècle.

Bécherel est desservi de 1902 à 1947 par une ligne de chemin de fer secondaire à voie métrique des Tramways d'Ille-et-Vilaine qui la reliait à Rennes,.
En 1914, une laiterie ouvre ses portes et fonctionne jusqu'en 1971. En 1978, la commune adhère à l'association des Petites Cités de caractère de Bretagne.
Implantée depuis 1986, une association culturelle locale, Savenn Douar, « le terre-plein » en français, lance l'idée de faire une Cité du Livre, dans ce village alors en désertification, s'inspirant de l'exemple de Redu en Belgique,,. Dans un premier temps, une fête du livre est organisée à Pâques, en 1989, avec des échoppes provisoires. Puis cette fête se pérennise et dans les années qui suivent, plusieurs libraires, bouquinistes, cafés-lecture et artisans des professions du livre s'installent définitivement à Bécherel,.

## Politique et administration

### Rattachements administratifs et électoraux

#### Rattachements administratifs
La commune se trouve dans l'arrondissement de Rennes du département d'Ille-et-Vilaine.
Elle était depuis 1793 le chef-lieu du canton de Bécherel. Dans le cadre du redécoupage cantonal de 2014 en France, cette circonscription administrative territoriale a disparu, et le canton n'est plus qu'une circonscription électorale.

#### Rattachements électoraux
Pour les élections départementales, la commune fait partie depuis 2014 du canton de Montauban-de-Bretagne.
Pour l'élection des députés, elle fait partie de la  troisième circonscription d'Ille-et-Vilaine.

#### Intercommunalité
Les dix communes du canton de Bécherel ont créé en 1990 le syndicat intercommunal pour le Développement du Pays de Bécherel  qui s'est transformé le 1er janvier 1994 pour former la communauté de communes du Pays de Bécherel, un établissement public de coopération intercommunale (EPCI) à fiscalité propre auquel la commune avait transféré un certain nombre de ses compétences, dans les conditions déterminées par le code général des collectivités territoriales.
Conformément aux prescriptions de la loi de réforme des collectivités territoriales du 16 décembre 2010, qui a prévu le renforcement et la simplification des intercommunalités et la constitution de structures intercommunales de grande taille, celle-ci a fusionné avec sa voisine pour former, le 1er janvier 2014, la communauté de communes du Pays de Bécherel est dissoute au 1er janvier 2014 et Bécherel, ainsi que Romillé, Langan, La Chapelle-Chaussée, Miniac-sous-Bécherel ont intégré Rennes Métropole,.
Ce rattachement à Rennes Métropole a permis la réalisation de travaux que la commun e n'aurait pu financer, tout en randant plus malaisées les relations de proximité avec avec les communes de Cardroc et de Longaulnay. La desserte en bus vers Rennes n'est plus directe et les habitants ne peuvent plus emprunter tous les autocars départempentaux vers Rennes

### Administration municipale
Le nombre d'habitants au dernier recensement étant compris entre 500 et 1 499, le nombre de membres du conseil municipal est de 15.

### Liste des maires
| Période                                  | Période                      | Identité                      | Étiquette | Qualité |
| ---------------------------------------- | ---------------------------- | ----------------------------- | --------- | --- |
| Les données manquantes sont à compléter. |                              |                               |           | |
|                                          |                              |                               |           | |
|                                          |                              | Bernardin Gérard              |           | Conseiller d'arrondissement de Bécherel (1836 → 1848) |
|                                          |                              |                               |           | |
|                                          | 1871                         | François Jehanin              |           | |
| 1878 ou avant                            |                              | Jean-Marie Primault           |           | |
|                                          |                              |                               |           | |
| 1886                                     | février 1911                 | Alexandre Jehanin,            | UD        | Tanneur, fils et petit-fils de tanneurs Fils de François Jehanin Député d'Ille-et-Vilaine (1902 → 1906) Conseiller d'arrondissement de Bécherel (1889 → 1893) Conseiller général de Bécherel (1892 → 1904) Président du comice agricole de Bécherel (1886 → ) Mort en fonction |
| mars 1911                                | mai 1942                     | Xavier Jehanin                | RG        | Industriel, suppléant du juge de paix Conseiller d'arrondissement de Bécherel (1925 → 1931) Mort en fonction |
| juin 1942                                | août 1943                    | René Mannoury-Lacour          |           | Notaire Nommé maire par le Régime de Vichy Mort en fonction |
| septembre 1943                           | vers 1945                    | M. Le Guével                  |           | Nommé maire par le Régime de Vichy |
| 1947                                     | mai 1953                     | Pierre Sourdin                | MRP       | Greffier |
| mai 1953                                 | septembre 1959               | Alphonse Jehanin              |           | Mort en fonction |
| octobre 1959                             | mars 1971                    | Maurice Mannoury-Lacour       |           | Notaire |
| mars 1971                                | juin 1995                    | Tanguy Le Cardinal de Kernier | DVD       | Propriétaire, premier adjoint (1995 → 2000) Président de la CC du Pays de Bécherel (1994 → 2000) Chevalier de l'Ordre national du Mérite |
| juin 1995                                | mars 2014                    | Bernard Leroy                 | DVD       | Agent d'assurances retraité Président de la CC du Pays de Bécherel (2005 → 2013) Chevalier de l'Ordre national du Mérite |
| mars 2014                                | En cours (au 3 janvier 2024) | Mélina Parmentier             | LR        | Conseillère clientèle en banque Conseillère régionale de Bretagne (2021 → ) Réélue pour le mandat 2020-2026 |

## Équipements et services publics

### Espaces publics
Bécherel est labellisé Petites Cités de Caractère de France.

### Éducation
Il y a dans la commune de Bécherel une école maternelle publique, située 2 chemin de la Roncette, ainsi qu'une école élémentaire privée sous contrat, l'école Notre-Dame, 29 rue de la Libération,.
Pour l'enseignement secondaire public, la commune est rattachée au collège Jacques-Prévert de Romillé et au lycée René-Cassin de Montfort-sur-Meu.

### Équipements culturels
La commune de Bécherel dispose d'une bibliothèque, située square du Docteur-Lambert, ouverte 7 h 30 par semaine.
Un théâtre y a été construit en 1937 par le curé de la paroisse, l'abbé Monnier, sur sa fortune personnelle. S'y produisent notamment les troupes ArtComédia et Théâtre Berloul.
Un lieu d'accueil et de médiation, la Maison du Livre et du Tourisme, abrite un accueil, un espace de médiation sur l'histoire de Bécherel, une salle d'exposition et un auditorium de quatre-vingts places.

### Santé
La commune dispose d'un cabinet médical, d'une pharmacie, d'un cabinet vétérinaire et d'un service d'ambulances, ainsi que d'infirmières. L'hôpital le plus proche est le centre hospitalier de Pontchaillou à Rennes. Y sont également installés  un ostéopathe, ainsi qu'une maison de retraite.

### Justice, sécurité, secours et défense
Sur le plan des institutions judiciaires, la commune relève du tribunal judiciaire (qui a remplacé le tribunal d'instance et le tribunal de grande instance le 1er janvier 2020), du tribunal pour enfants, du conseil de prud'hommes, du tribunal de commerce, de la cour d'appel et du tribunal administratif de Rennes et de la cour administrative d'appel de Nantes.

## Population et société

### Démographie
L'évolution du nombre d'habitants est connue à travers les recensements de la population effectués dans la commune depuis 1793. Pour les communes de moins de 10 000 habitants, une enquête de recensement portant sur toute la population est réalisée tous les cinq ans, les populations de référence des années intermédiaires étant quant à elles estimées par interpolation ou extrapolation. Pour la commune, le premier recensement exhaustif entrant dans le cadre du nouveau dispositif a été réalisé en 2005.

En 2022, la commune comptait 685 habitants, en évolution de +1,78 % par rapport à 2016 (Ille-et-Vilaine : +5,46 %, France hors Mayotte : +2,11 %).
| 1793 | 1800 | 1806 | 1821 | 1831 | 1836 | 1841 | 1846 | 1851 |
| ---- | ---- | ---- | ---- | ---- | ---- | ---- | ---- | ---- |
| 882  | 493  | 655  | 690  | 802  | 817  | 844  | 836  | 895  |

| 1856 | 1861 | 1866 | 1872 | 1876 | 1881 | 1886 | 1891 | 1896 |
| ---- | ---- | ---- | ---- | ---- | ---- | ---- | ---- | ---- |
| 820  | 818  | 780  | 816  | 740  | 760  | 798  | 846  | 852  |

| 1901 | 1906 | 1911 | 1921 | 1926 | 1931 | 1936 | 1946 | 1954 |
| ---- | ---- | ---- | ---- | ---- | ---- | ---- | ---- | ---- |
| 855  | 890  | 793  | 788  | 709  | 723  | 724  | 733  | 633  |

| 1962 | 1968 | 1975 | 1982 | 1990 | 1999 | 2005 | 2006 | 2010 |
| ---- | ---- | ---- | ---- | ---- | ---- | ---- | ---- | ---- |
| 659  | 626  | 543  | 528  | 599  | 660  | 745  | 731  | 758  |

| 2015 | 2020 | 2022 | - | - | - | - | - | - |
| ---- | ---- | ---- | - | - | - | - | - | - |
| 678  | 698  | 685  | - | - | - | - | - | - |

### Manifestations culturelles et festivités
Chaque année, la Fête du Livre de Bécherel se déroule le week-end de Pâques, et outre la quinzaine de libraires et bouquinistes ouverts toute l'année, un marché du livre a lieu tous les premiers dimanches de chaque mois. D'autres rendez-vous festifs ont lieu tout au long de l'année : la Nuit du Livre en août, Lire en Fête en octobre, et Trésors de Bécherel en décembre,.

### Sports et loisirs
Bécherel a un club de football existant depuis 30 ans[évasif] évoluant en Division 2 de district. La commune comporte, Terrains de football, de tennis, ainsi que diverses associations sportives, parmi lesquels des clubs de VTT, de yoga, de judo, de tir à l'arc et une école de danse.

### Cultes
La commune relève de la paroisse catholique Saint-Joseph de La Tour. La messe anticipée du dimanche est célébrée à l'église paroissiale Notre-Dame tous les samedis soir à 18 h 30. Une troménie y a également lieu tous les 15 août.
La communauté israélite la plus proche est située à Rennes. Il y a des communautés protestantes à Rennes, Dinard et Saint-Malo.

## Économie
Le village se désertifiait, la population déclinait et de nombreuses maisons étaient à vendre lorsque l'activité autour du livre a été créée à la fin des années 1980. Depuis, cette nouvelle activité a créé une nouvelle dynamique, et se maintient sur la durée. Même si les revenus sont limités, aucun nouveau commerce autour du livre n'a déposé le bilan  jusqu'en 2023, peu ont changé de propriétaire et progressivement une nouvelle génération succède souvent aux fondateurs des différents établissements.

## Culture et patrimoine

### Lieux et monuments
La commune ne compte aucun bâtiment protégé au titre des monuments historiques. Cependant, on y voit de nombreux bâtiments anciens, et la commune appartient au réseau des Petites Cités de caractère bretonnes.
Parmi eux, les restes des anciennes fortifications médiévales : subsistent en effet une partie des remparts urbains et les ruines de l'ancien donjon construit par le seigneur de Dinan au XIIe siècle. Les anciennes portes, dites porte Berthaut et porte Saint-Michel, ont été détruites au XIXe siècle.
L'église paroissiale Notre-Dame est l'héritière de l'église priorale mentionnée au XIIe siècle. Elle comprend un clocher-porche dont les premiers niveaux ont été construits au XVIIe siècle. Le reste de l'église priorale a été entièrement détruit et reconstruit en 1866 sous la direction de Jacques Mellet. La flèche du clocher a été construite par Arthur Regnault en 1898. Dans l'église, on trouve deux cuves baptismales qui remontent aux XIIe et XVIIe siècles.
Du prieuré subsiste également la chapelle Saint-Jacques, reconstruite au XVIIe siècle, aujourd'hui transformée en maison d'habitation.
Le village accueillait un autre établissement religieux : une maison fondée en 1705 pour accueillir des retraites spirituelles, et confiée en 1720 à la congrégation des sœurs de Saint-Thomas de la Villeneuve. Le bâtiment qui accueillait les retraites est agrandi et presque entièrement reconstruit au cours du XIXe siècle. Les religieuses quittent les lieux en 1973 ; le bâtiment accueille aujourd'hui une maison de retraite pour personnes âgées.
En outre, la vieille ville offre un bel ensemble de maisons anciennes des XVIe, XVIIe et XVIIIe siècles. Dix-sept de ces maisons ont fait l'objet d'une étude par le service de l'inventaire général du patrimoine culturel en 1983-1984. Elles sont situées rue de la Filanderie, rue de la Chanvrerie, rue de la Beurrerie, place de la Croix, place Alexandre Jehanin, porte et rue Saint-Michel et chemin de la Coquerie. Trois seulement sont construites en pan de bois ; la plupart sont bâties en granite beige, caractéristique de Bécherel ; à partir du XIXe siècle, le granite bleu des carrières du Hinglé (Côtes-d'Armor) y est associé pour les portes et fenêtres.
Les plus notables sont :
- la maison du Gouverneur, 1 rue de la Filanderie, construite au XVIe siècle, est le seul bâtiment de la ville en tuffeau ;
- l'ancienne hostellerie de l'Écu de Laval, 3 rue de la Filanderie, a été construite aux XVIe et XVIIe siècles. Elle est l'un des rares exemples de construction en pans de bois à Bécherel ;
- une ancienne maison de tisserand, au lieu-dit La Ville-Malet, témoigne de l'importance de l'activité de tissage dans l'économie de Bécherel au XVIe siècle ;
- la maison du 11, rue de la Filanderie, typique des maisons bécherelaises du XVIIe siècle[80].

Près de l'ancienne maison de tisserand se trouve le lavoir du XIXe siècle.
La croix du cimetière, cerclée et à cupules, pourrait remonter au Moyen Âge. Une croix similaire se trouve dans la commune voisine de Plouasne. Le jardin du Thabor occupe les lieux de l'ancien cimetière.
Enfin, dans les actuels faubourgs de la ville, la ferme des Saules a été construite au XVIIe siècle.
Une partie du parc du Château de Caradeuc se trouve sur le territoire de la commune.

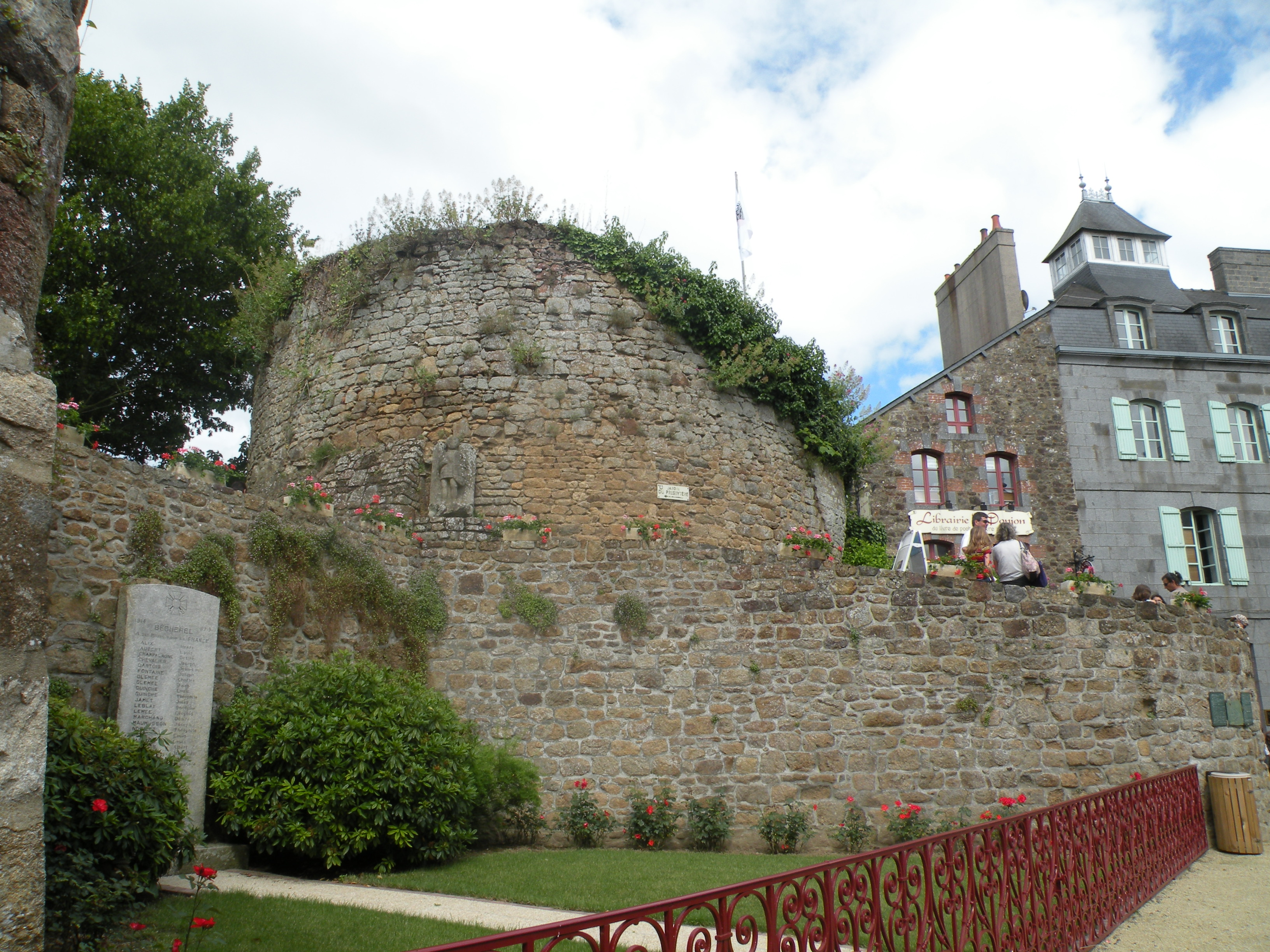
L'ancien donjon.
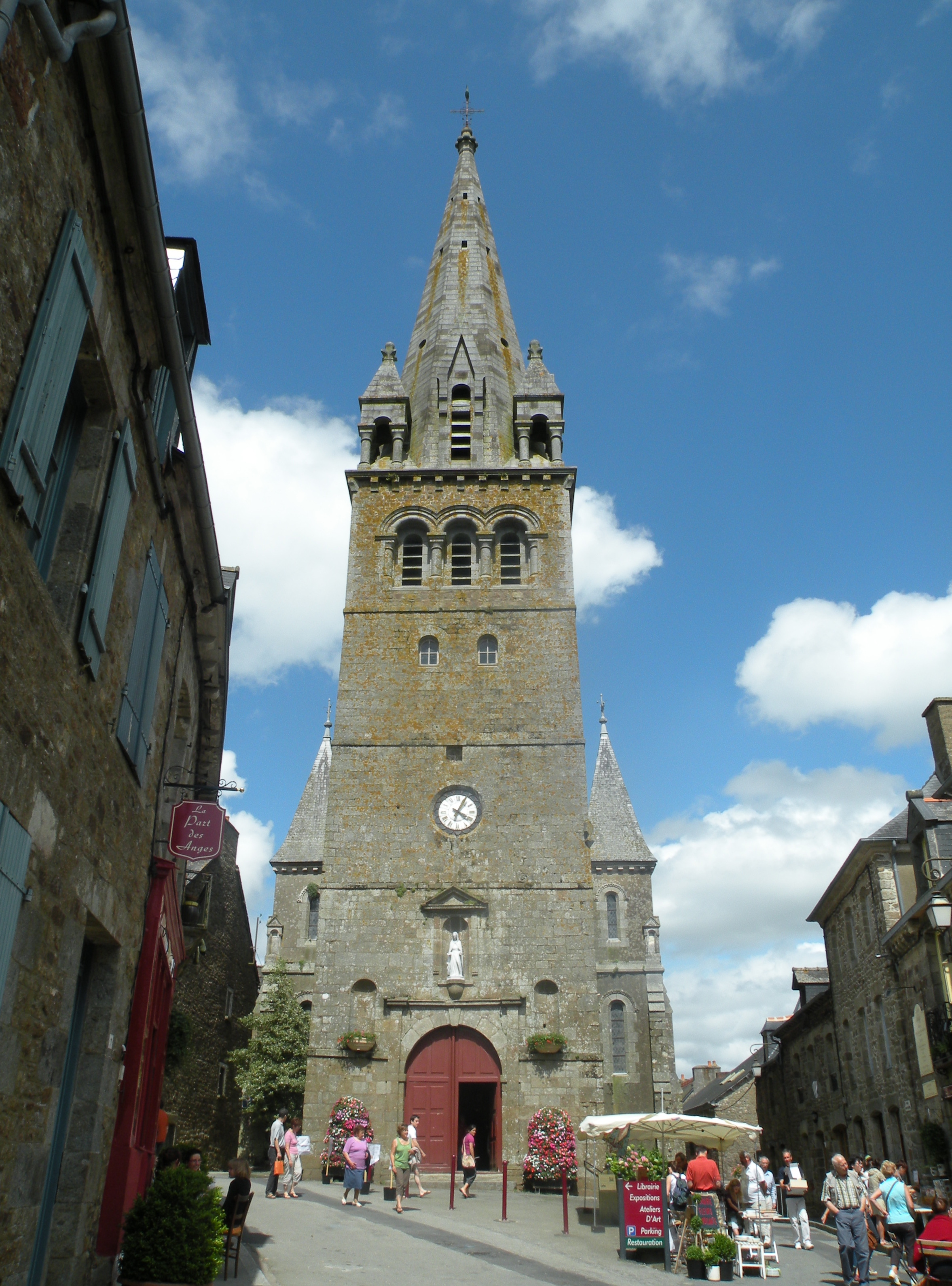
L'église Notre-Dame de Bécherel.
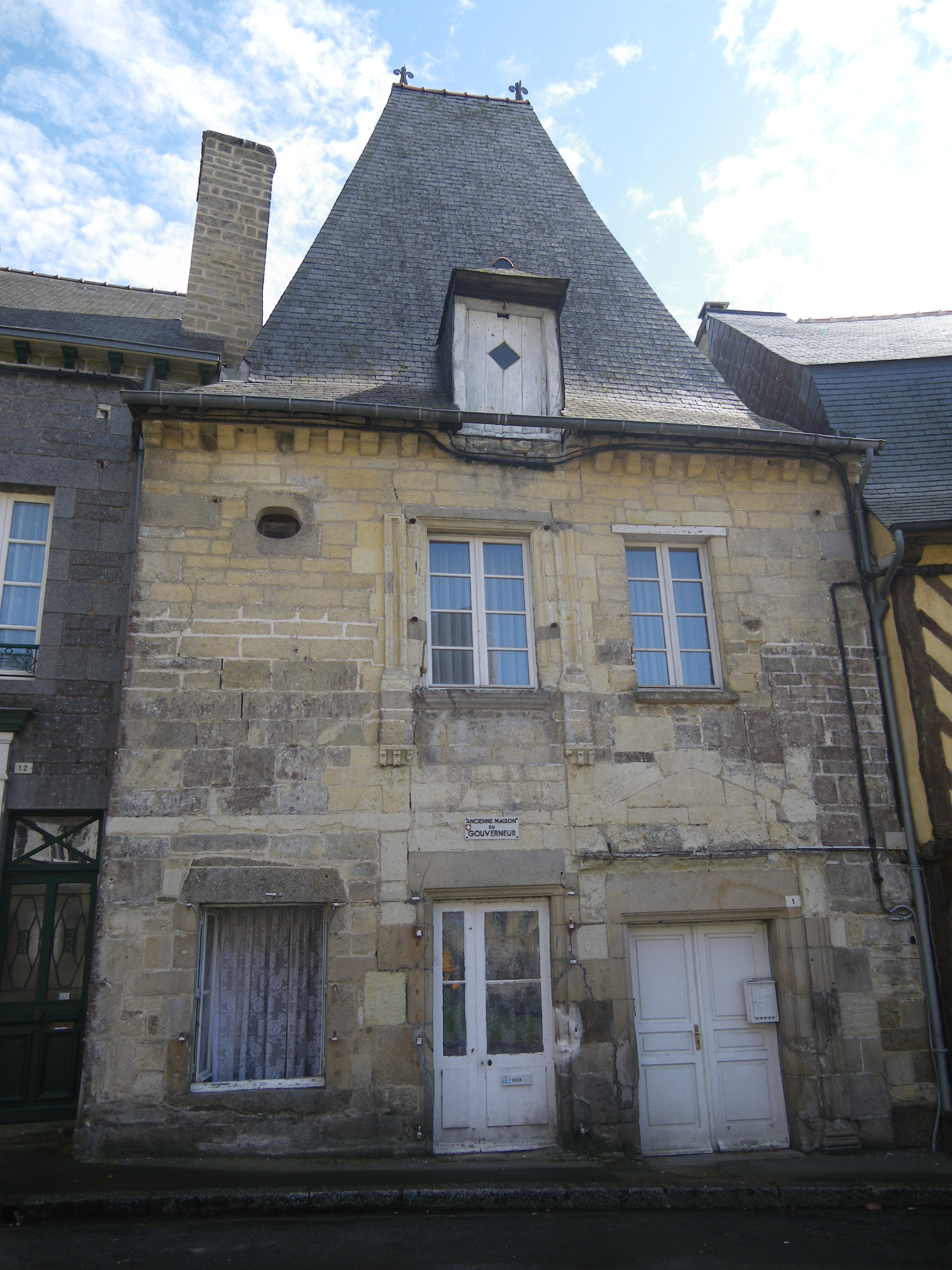
La Maison du Gouverneur.
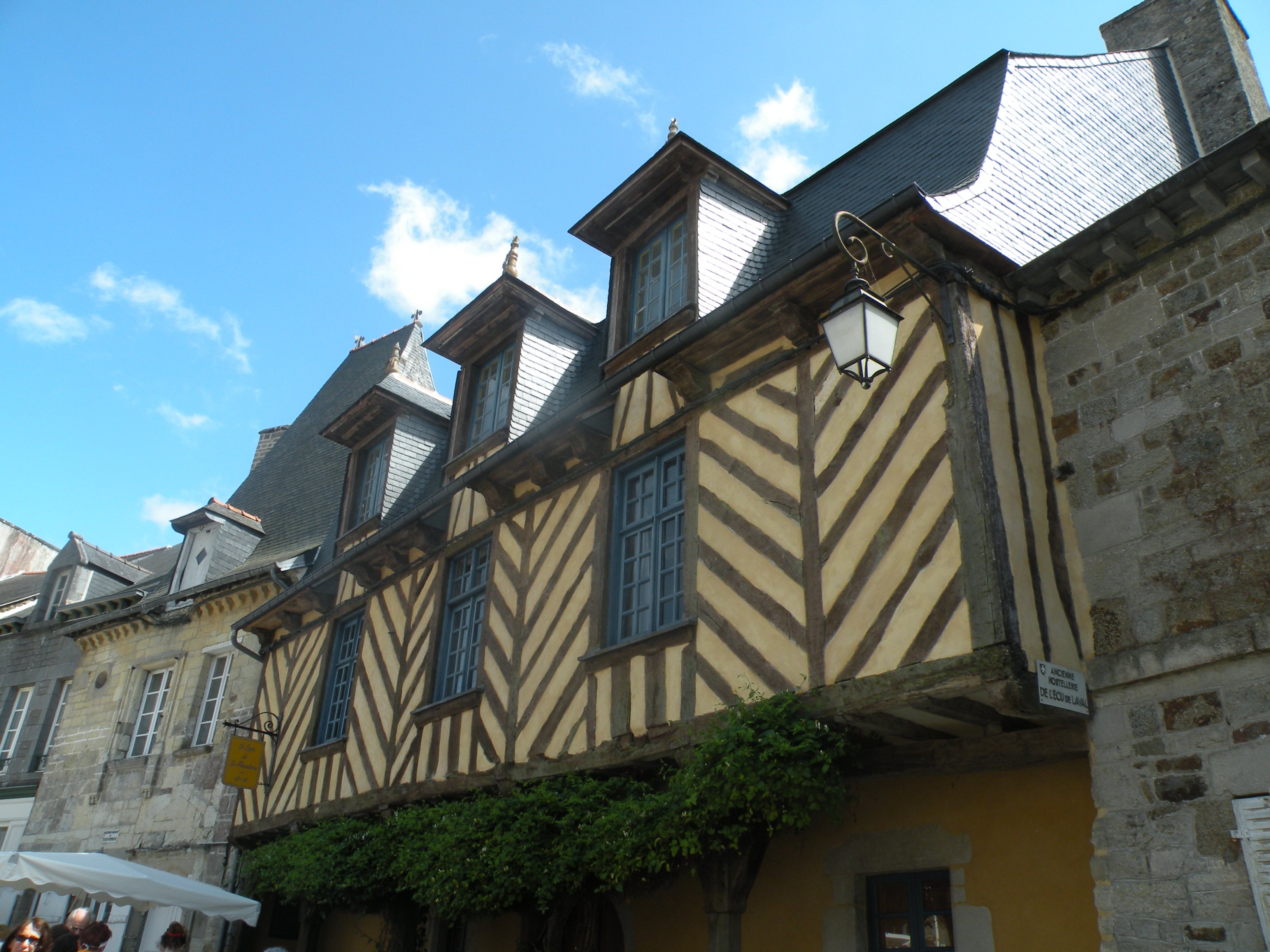
L'hostellerie de l'Écu de Laval.

### Bécherel, Cité du Livre
La commune, Cité du Livre, accueille une quinzaine de librairies et de bouquinistes, ainsi que d'autres professions et artisans d'art dans le domaine du livre.
Créée par Colette Trublet en 1989, « Savenn Douar » association loi de 1901, a pour objectif de mettre en place une entreprise culturelle en milieu rural afin de créer une dynamique favorable à la création d'emplois pour revitaliser le centre ancien de Bécherel qui se désertifiait depuis les années 1960.
En 1989, la première fête du Livre, et le projet de « Bécherel, Cité du Livre » est lancé, avec dépôt de la marque à l'INPI. Trois librairies sont ouvertes, dont celle de l'association. Une relieuse et un bouquiniste indépendants de l'association s'installent dans la ville, suivis l'année suivante par des libraires et bouquinistes. En 1993, une nouvelle association est créée, le comité de concertation pour le développement de Bécherel Cité du Livre. Elle prend en charge l'organisation des activités culturelles et des événements. La création de la Maison du Livre et du Tourisme en 2011 témoigne de la reconnaissance du rôle de la Cité du Livre dans le développement local.

### Personnalités liées à la commune
- Charles d'Espinay (vers 1531-1591), évêque de Dol, chantre de Rennes, abbé de l'abbaye de Saint-Gildas-des-Bois, abbé commendataire de l'abbaye Notre-Dame du Tronchet, prieur du prieuré Notre-Dame de Bécherel et du prieuré Saint-Exupère de Gahard, décédé le 12 septembre 1591, inhumé en la cathédrale de Dol.
- Jean-Marie Delaunay (1723-1800), prêtre catholique et homme politique né à Bécherel, député du clergé aux états généraux de 1789.
- Gaston Mattat (1805-1879), général de division, né à Bécherel.
- Eugène Marquis (1879-1962), chirurgien et professeur de médecine, fondateur du Centre anticancéreux de Rennes, né et inhumé à Bécherel.
- André Boutemy (1905-1959), homme politique, né à Bécherel.

### Héraldique
| Blason de Bécherel | Blason  | De gueules à la croix ancrée d'argent chargée de cinq mouchetures d'hermine de sable.                                                     |
| Blason de Bécherel | Détails | Ce sont les armes de la famille de Dinan, premiers seigneurs de Bécherel au XIIe siècle. Le statut officiel du blason reste à déterminer. |

.

## Pour approfondir